# جوناثان غروسمان
جوناثان غروسمان (بالإنجليزية: Jonathan Grossman) هو أكاديمي بريطاني، ولد في 17 أبريل 1967.